# 渡辺朗
渡辺 朗（わたなべ ろう、1925年（大正14年）7月23日 - 1992年（平成4年）2月3日）は、昭和から平成初期の政治家。沼津市長、民社党衆議院議員、東海大学教授。
長男は、立憲民主党衆議院議員の渡辺周。

## 経歴
鳥取県境港市森岡町出身。
1952年（昭和27年）東京大学文学部卒業。米国留学してハーバード大学で学び、その後、ビルマ・ラングーンのアジア社会党会議事務局副書記長、ウィーンの国際青年運動本部で活動。
民主社会党（民社党）創設に参画し、1976年から衆院議員に当選4回。衆院沖縄・北方委員長、党国際局長などをつとめた。1986年7月落選。同年9月沼津市長に当選。1990年（平成2年）に引退した。
その他、東洋大学講師、東海大学教授も務めた。

## 著書
『ナショナリズム研究』など。